# Pycnandra controversa
Pycnandra controversa är en tvåhjärtbladig växtart som först beskrevs av André Guillaumin, och fick sitt nu gällande namn av Willem Willen Vink. Pycnandra controversa ingår i släktet Pycnandra och familjen Sapotaceae. Inga underarter finns listade i Catalogue of Life.